# Anarolius jubatus
Anarolius jubatus är en tvåvingeart som beskrevs av Friedrich Hermann Loew 1844. Anarolius jubatus ingår i släktet Anarolius och familjen rovflugor. Inga underarter finns listade i Catalogue of Life.